# 吉祥馄饨
吉祥馄饨是總部位於中華人民共和國上海市的一家餛飩連鎖店，由上海世好餐飲管理有限公司經營，1999年由翁聯輝創辦於上海老城廂。截至2004年，吉祥馄饨在中華人民共和國20多個城市開設3000多家連鎖店。截至2011年，連鎖店增加至10000家。

## 外部連結
- 官方网站